# Дуб острова Цедрос
Дуб о́строва Це́дрос (лат. Quércus cedrosénsis) — дерево; вид рода Дуб семейства Буковые (Fagaceae). Этот вид входит в секцию Protobalanus.
В естественных условиях произрастает в Мексике. Виду грозит исчезновение из-за разрушения среды произрастания.